# Sender Gebidem
Der Sender Gebidem ist eine Einrichtung der Swisscom zur Verbreitung von Fernseh- und UKW-Hörfunkprogrammen in Visperterminen in der Schweiz. Die Anlage verwendet als Antennenträger einen freistehenden, 72 Meter hohen Stahlfachwerkturm auf dem Berg Gibidum (andere Schreibweise: Gebidem) in einer Höhe von 2290 Metern über Meer. Neben diesem Turm befindet sich noch ein kleinerer als Portalkonstruktion ausgeführter Richtfunkturm, der ebenfalls als Stahlfachwerkkonstruktion ausgeführt ist.

## Frequenzen und Programme

### Analoger Hörfunk (UKW)
| Frequenz (MHz) | Programm           | RDS PS            | RDS PI                | Regionalisierung     | ERP (kW) | Antennendiagramm rund (ND)/gerichtet (D) | Polarisation horizontal (H)/vertikal (V) |
| -------------- | ------------------ | ----------------- | --------------------- | -------------------- | -------- | ---------------------------------------- | ---------------------------------------- |
| 89,4           | Radio SRF 1        | SRF_1_BE _SRF_1__ | 44B1 (regional), 43B1 | Bern-Freiburg-Wallis | 2,4      | D (20°–70°)                              | H                                        |
| 90,8           | RTS La Première    | RTS-1ERE          | 43D1                  | –                    | 2,4      | D (20°–70°)                              | H                                        |
| 93,9           | Radio SRF 2 Kultur | _SRF_2__/_Kultur_ | 43B2                  | –                    | 2,4      | D (20°–70°)                              | H                                        |
| 96,7           | Rete Uno           | RETE_UNO          | 43E1                  | –                    | 2,4      | D (20°–70°)                              | H                                        |
| 103,9          | Radio SRF 3        | _SRF_3__          | 43B3                  | –                    | 2,4      | D (20°–70°)                              | H                                        |

### Digitales Radio (DAB)
DAB wird in vertikaler Polarisation und im Gleichwellenbetrieb mit anderen Sendern ausgestrahlt.
| Block                      | Programme | ERP (in kW) | Antennendiagramm rund (ND), gerichtet (D) | Gleichwellennetz (SFN) |
| -------------------------- | --- | ----------- | ----------------------------------------- | --- |
| 12C SRG SSR D01 (SUI0001A) | DAB-Block der SRG SSR idée suisse: - Radio SRF 1 AG SO+ (64 kbit/s DAB+) - Radio SRF 1 BE FR VS+ (64 kbit/s DAB+) - Radio SRF 1 BS+ (64 kbit/s DAB+) - Radio SRF 1 GR+ (64 kbit/s DAB+) - Radio SRF 1 LU+ (64 kbit/s DAB+) - Radio SRF 1 SG+ (64 kbit/s DAB+) - Radio SRF 1 ZH SH+ (64 kbit/s DAB+) - Radio SRF 2 Kultur+ (96 kbit/s DAB+) - Radio SRF 3+ (72 kbit/s DAB+) - Radio SRF 4 News+ (56 kbit/s DAB+) - Radio SRF Musikwelle+ (72 kbit/s DAB+) - Radio SRF Virus+ (72 kbit/s DAB+) - RSI Rete Uno+ (72 kbit/s DAB+) - RTS Première (72 kbit/s DAB+) - Radio Rumantsch+ (72 kbit/s DAB+) - Radio Swiss Pop+ (64 kbit/s DAB+) | 6,5         | D                                         | - Aargau: Baden-Freienwil (Hörndli), Frick (Frickberg), Hellikon, Möriken-Wildegg (Chestenberg), Reuenthal (Ried), Rietheim, Villigen (Geissberg), Wasserflue - Appenzell Ausserrhoden: Herisau (Ramsen), Wildhaus (Säntis) - Basel-Land: Langenbruck, Läufelfingen, Liestal (Seltisberg), Nenzlingen (Eggflue), Sissach (Metzenholden), Waldenburg (Richtiflu), Ziefen (Chöpfli) - Basel-Stadt: Basel (St. Chrischona) - Bern: Adelboden (Wintertal), Bern (Bantiger), Biel-Magglingen (Evilard Hohmatt), Boltigen (Jaunpass chline Bäder), Brienz (Wellenberg), Burgdorf-Oberburg (Rothöchi), Chasseral, Diemtigen,(Zwischenflüh), Dornegg (Rütschelen), Eggiwil (Hinterer Girsgrat), Gadmen-Hopflauenen (Hopflauiwald), Heimenschwand (Buchholterberg Schafegg), Höfen (Beisseren), Ins (Schaltenrain-Fürstengräber), Kandersteg (Büel), Konolfingen (Neuhaus), Langnau im Emmental (Hirschmatt), Lauterbrunnen (Männlichen), Lenk-Metschstand (Hahnenmoos), Niederhorn, Saanen (Hornfluh), Wyssachen (Mösli), Zweisimmen (Heimersberg-Hüppiweid) - Freiburg: Flamatt (Sonnhalde Silo), Guggisberg (Gusteren Zollhaus), Gurmels (Cordast) - Glarus: Engi (Lindenbodenberg), Glarus (Bergli), Linthal-Braunwald (Nussbüel-Schleimen) - Graubünden: Valzeina (Mittagplatte) - Luzern: Escholzmatt (Wiggen Mittlist Äbnit), Geuensee (Höchweidwald), Schüpfheim (Vöglisbergegg), Sörenberg (Rischli), Willisau (Aegerten), Wolhusen - Nidwalden: Engelberg-Wolfenschiessen (Stöck) - Obwalden: Sarnen-Obstalden (Moosacher) - Schaffhausen: Altdorf, Bargen, Schaffhausen (Cholfirst), Schleitheim (Mattenhof-Birbiste), Thayngen (Wippel) - Schwyz: Einsiedeln (Chummerweid), Oberiberg (Gadenstatt), Rigi (Kulm) - Solothurn: Balsthal (Erzmatt), Grindel (Moretchopf), Mümliswil (Regenrain), Olten (Engelberg), Rodersdorf (Grundacker), Solothurn-Oberdorf (Nesselboden), Welschenrohr (Räckholderhube) - St. Gallen: Rüthi (Bismer), St. Gallen (Chirchli Peter und Paul), Mels-Weisstannen (Eggli), Pfäfers-Vättis (Vättnerberg-Geisegg), Rorschach, Wattwil (Chapf), Ziegelbrücke (Biberlichopf) - Thurgau: Bischofszell Sitterdorf (Pierchäller), Elgg (Schneitberg), Fischingen-Dussnang (Tolebärg), Mammern (Seehalde), Ottenberg, Sirnach (Sirnachberg Bärgholz), Weiningen (Haslibuck) - Uri: Andermatt (Bäzberg), Andermatt (Nätschen), Attinghausen (Schiltwald), Spiringen-Bürglen (Eggenbergli) - Wallis: Binn (Giesse), Ferden (Färdaried), Feschel (Wilerzälg), Gondo (Alpje), Leukerbad (Bodmen), Saas-Fee (Plattjen), Visperterminen (Gebidem), Zermatt (Riffelalp), Zwischbergen-Simplon (Feerberg) - Zürich: Bachtel Kulm, Bülach (Eschenmosen), Steg-Fischenthal (Waldsberg), Wildberg (Egg Drifurri), Winterthur (Brüelberg), Zürich (Uetliberg), Zürich (Zürichberg) - Deutschland: Bad Säckingen (Eggberg), Konstanz (Fernmeldeamt), Hohentengen (Wannenberg) - Österreich: Bregenz (Pfänder) |

### Digitales Fernsehen (DVB-T)
Der DVB-T Sendebetrieb wurde am 3. Juni 2019 eingestellt.
| Kanal | Frequenz (in MHz) | Multiplex       | Programme im Multiplex                            | ERP (in kW) | Antennen- diagramm rund (ND) / gerichtet (D) | Polarisation horizontal (H) / vertikal (V) |
| ----- | ----------------- | --------------- | ------------------------------------------------- | ----------- | -------------------------------------------- | ------------------------------------------ |
| 45    | 666               | SRG D01         | - SRF 1 - SRF zwei - SRF info - RSI LA 1 - RTS Un | 10          | D                                            | V                                          |
| 58    | 770               | Valaiscom-Mux 1 | unbekannt (bitte eintragen!)                      | 0,25        | D                                            | H                                          |
| 62    | 802               | Valaiscom-Mux 2 | unbekannt (bitte eintragen!)                      | 0,25        | D                                            | H                                          |
| 65    | 826               | Valaiscom-Mux 3 | unbekannt (bitte eintragen!)                      | 0,25        | D                                            | H                                          |
| 68    | 850               | Valaiscom-Mux 4 | unbekannt (bitte eintragen!)                      | 0,25        | D                                            | H                                          |

### Analoges Fernsehen (PAL)
Vor der Umstellung auf DVB-T diente der Sendestandort weiterhin für analoges Fernsehen:
| Kanal | Frequenz (MHz) | Programm                 | ERP (kW) | Sendediagramm rund (ND)/ gerichtet (D) | Polarisation horizontal (H)/ vertikal (V) |
| ----- | -------------- | ------------------------ | -------- | -------------------------------------- | ----------------------------------------- |
| 11    | 217,25         | SF 1                     | 2,5      | D                                      | H                                         |
| 52    | 719,25         | TSR 1                    | 10,2     | D                                      | H                                         |
| 55    | 743,25         | TSI 1                    | 10,2     | D                                      | H                                         |
| 58    | 767,25         | Das Erste (BR)           | 10       | D                                      | H                                         |
| 60    | 783,25         | SF zwei                  | 10,7     | D                                      | H                                         |
| 62    | 799,25         | ZDF                      | 10       | D                                      | H                                         |
| 65    | 823,25         | ORF 1                    | 10       | D                                      | H                                         |
| 68    | 847,25         | RTL Television (Schweiz) | 8,1      | D                                      | H                                         |